# TrAnzKaPHka
A trAnzKaPHka Závada Péternek, azaz Újonc P.-nek, az Akkezdet Phiai nevű magyar hiphop duó rapperének szólóprojektje.

## Történet

### Előzmények
A zenekaron belüli források úgy erősítették meg, hogy 2015-ben új Akkezdet Phiai album érkezik, de Saiid (a duó másik tagja) 2015 telén négy hónapra Ázsiába utazott, így a tervezett lemez nem készült el. Újonc nem akart leállni a munkával és mivel maradt egy csomó felesleges energiája és volt néhány új szövege, belevágott egy szólóprojektbe, ez lett a trAnzKaPHka.
„Először a projekt címe volt meg. Tudtam, hogy Kafka A kastély című regénye jelöli majd ki az album hangulatát, mert egy sötét, bizarr és szürrealisztikus szöveg- és hangzásvilágot szerettem volna létrehozni. Az már csak utólag derült ki, hogy Franz Kafka nevében, ha elmésen ph-val írjuk, benne van az AKPH monogramja.” 

„Nemrég újraolvastam A kastélyt Kafkától, és beszéltük egy barátommal, hogy milyen vicces lenne, ha nem Franz Kafka lenne – hanem „Tranz”, mert akkor benne van az átalakulás, Az átváltozás címe is.” 

### Kastély
A Kastély című album 6 számot tartalmaz, melyek 2016. június 18-a és 23-a között naponta jelentek meg. A lemez hideg, távoli, sötét újhullámos hiphop alapok és szubkulturális, politikai, közéleti és irodalmi utalásoktól hemzsegő szövegek markáns és szuggesztív elegye. A zenei alapokat egy fiatal győri DJ és zenei producer, Sammie Beats készítette.
„Nagyon izgalmas volt vele dolgozni. A Soundcloud-ját már régóta követtem, aztán összeismerkedtünk, és egyből megtaláltuk a közös hangot. Volt, hogy kész zenéket mutatott, de olyan dal is szerepel a lemezen, amit együtt írtunk.” 
A korábbi Akkezdet Phiai lemezeken megszokott belső rímekkel tömött szövegekkel ellentétben ezen a projekten egy már-már versmondatokkal operáló, az általában sorvégen összecsengő rímek egyediségére odafigyelő flow-t kapunk.
A projekt legnépszerűbb darabja a Kodein című szám lett, melynek eredeti audio változata 2024 májusában már közel 5,5 millió megtekintésnél jár a YouTube nevű videomegosztó weboldalon. A zenéhez 2018-ban videoklip is készült, ami a harmadik Magyar Klipszemlén elnyerte a legjobb operatőrnek járó díjat.

### További munkák

#### Vapor Vilmos tér
A trAnzKaPHka 2019 decemberében tért vissza a Vapor Vilmos tér című szerzeménnyel, melynek zenei alapját Kunert Péter jegyzi. A dalhoz készült videoklip a Pécsi Tudományegyetem filmtudományi tanszékén készült, egy kísérleti filmes szemináriumon. A videó vizuális anyagát a hallgatók készítették, a képanyaghoz játék- és dokumentumfilmek 35 mm-es filmszalagjait használták fel.

#### Vaklárma
Újonc trAnzKaPHka-ként működött közre a 2020 márciusában megjelent (y) nevű Kapitány Máté-albumon található Vaklárma című számon.

#### Gondoskodás
2021 decemberében jelent meg a trAnzKaPHka név alatt limitált kiadásban, pendrive formájában a Gondoskodás című album. A 9 számot tartalmazó lemezen szereplő szövegek Závada azonos című verseskötetéből származnak, a zenei aláfestésért pedig Ratkóczi Huba és Boros Levente felel. A korábbi trAnzKaPHka megjelenésekkel ellentétben az album az újhullámos raptől teljesen eltérő műfajt képvisel. A Ratkóczi és Závada közötti közel tízéves élőzenei együttműködés eredményeként jött létre a Závada versfelolvasása és Ratkóczi zenei kísérletezése (pl. gitárok, loop- és effekt-pedálok, hegedűvonók, vagy bemikrofonozott réztálcák használata) által fémjelzett hangzás. Az albumon található Kastély című számhoz később videoklip is készült. Az album Závada eredeti neve alatt hangoskönyv formában is megjelent 2023-ban a Jelenkor Kiadó gondozásában.

## Diszkográfia

### Stúdióalbumok
- Kastély (2016)
- Gondoskodás (2021)

### Kislemezek
| Cím                | Év   | Album       |
| ------------------ | ---- | ----------- |
| "Paradigma"        | 2016 | Kastély     |
| "A Helyzet Ura"    | 2016 | Kastély     |
| "Kodein"           | 2016 | Kastély     |
| "Keleti Nyitás"    | 2016 | Kastély     |
| "Vattafák"         | 2016 | Kastély     |
| "Szupercella"      | 2016 | Kastély     |
| "Vapor Vilmos tér" | 2019 | —           |
| "Kastély"          | 2022 | Gondoskodás |

### Közreműködések
| Cím        | Év   | Előadó        | Album |
| ---------- | ---- | ------------- | ----- |
| "Vaklárma" | 2020 | Kapitány Máté | (y)   |

### Videoklipek
| Cím                | Év   | Rendező                |
| ------------------ | ---- | ---------------------- |
| "Paradigma"        | 2016 | Miki357                |
| "Kodein"           | 2018 | Jakab Péter            |
| "Vapor Vilmos tér" | 2019 | Lichter Péter          |
| "Kastély"          | 2022 | Koltay Dorottya Szonja |